# Julian Jaranowski
Julian Jaranowski (ur. 31 sierpnia 1922 w Karnowie, zm. 3 czerwca 1983 w Poznaniu) – polski profesor, hodowca roślin i genetyk.

## Życiorys
Pochodził z rodziny chłopskiej. Gimnazjum i liceum ukończył w Nakle nad Notecią. W czasie okupacji hitlerowskiej pracował jako robotnik rolny. Maturę zdał w 1947 i od razu zaczął studia na Uniwersytecie Poznańskim (Wydział Rolniczo-Leśny). W 1951 uzyskał tytuł magistra nauk agrotechnicznych. W 1955 doktoryzował się (praca Wpływ terminu siewu i rozstawy roślin na cechy morfologiczne i fizjologiczne różnych gatunków odmian łubinu). W 1963 habilitował się (praca  Procesy zapłodnienia i rozwoju zarodków w rodzaju Lupinus (Torn)). Od 1969 był dyrektorem Instytutu Genetyki i Hodowli Roślin, a potem (reorganizacja) kierownikiem Katedry Genetyki i Hodowli Roślin (do śmierci w 1983). Był również prorektoremds. nauki Akademii Rolniczej w latach 1972–1975.
Głównym obiektem badań były rośliny pastewne, strączkowe i bobowate. Pisał prace przede wszystkim z zakresu uprawy i hodowli roślin, cytogenetyki, embriologii oraz mutagenezy.  Interesowały go zjawiska cytogenetyczne i embriologiczne zachodzące w mieszańcach wewnątrzgatunkowych i międzygatunkowych. Wyjaśniał zagadnienia dotyczące barier izolacji reprodukcji generatywnej, ich przezwyciężania i właściwości mieszańców oddalonych. Wprowadził kilkadziesiąt nowych i oryginalnych form poliploidów w takich rodzajach jak: nostrzyk, kozieradka, koniczyna, lucerna oraz groch. W 1965 rozpoczął prace nad radiomutacjami grochu (otrzymano wtedy cenione później mutacje wąsolistne oraz mutanty wykowate). Był twórcą lub współtwórcą dziewięciu odmian oryginalnych roślin pastewnych. Przekazał kilkadziesiąt nowych, zmienionych morfologicznie genotypów grochu do Światowego Banku Genów (Szwecja). Był autorem ponad 120 prac naukowych. Wychował dziesięciu doktorantów. Odznaczony Srebrnym i Złotym Krzyżem Zasługi, Medalem KEN i Krzyżem Kawalerskim Orderu Odrodzenia Polski.
Pochowany na cmentarzu św. Jana Vianneya w Poznaniu.